# آسيويون أفارقة

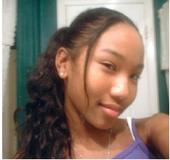

الأفروآسيويون أو الأفارقة الآسيويون يُشير هذا المصطلح إلى الأشخاص الذين يمتلكون أصولاً مُختلطة من أفريقيا وآسيا، تاريخياً تم تهميش الآسيويون نتيجة الهجرة والصراعات الاجتماعية، وبلغ تعدادهم في الولايات المتحدة حالياً أكثر من 185 ألف شخص.